# Kollár Kinga
Kollár Kinga (Esztergom, 1978. március 6. –) magyar politikus, jogász, 2024-től a Tisztelet és Szabadság Párt európai parlamenti képviselője, továbbá a budapesti közgyűlés tagja.

## Pályafutása
Esztergomban született 1978-ban. 1996 és 2001 között az Eötvös Loránd Tudományegyetem Állam- és Jogtudományi Karán tanult. Dolgozott az Európai Bizottság több főigazgatóságán, az Igazságügyi Minisztériumban uniós jogi szakbiztosként és a Gazdasági Versenyhivatalban a vizsgálati titkárság vezetőjeként.
A 2024-es európai parlamenti választáson a TISZA párt listájának hetedik helyéről szerzett mandátumot.

### Magyarország jogállamisága és az uniós támogatások
2025. április 7-én az Európai Parlament Költségvetési Ellenőrzési Bizottsága egy meghallgatást tartott a jogállamisági mechanizmus hatékonyságáról és annak jövőbeli működéséről. Ezen jelent volt Kollár Kinga is, aki helyeselte az uniós támogatások visszatartását, felszólalt és azzal érvelt a témában: „Jól működik és hatékony az uniós pénzek visszatartása... a jogállamisági feltételrendszer nagyon hatékony volt... Az egyik oldalon a Fidesz és a magyar kormány belpolitikai célokra használja a helyzetet, és azt állítja, hogy a pénzek visszatartása kettős mércén alapul és politikai indíttatású... Ha hagyjuk, hogy ebben politikai engedmények szerepet kapjanak, arról azt gondolom, hogy már tényleg politikai indíttatás. Tulajdonképpen hagyja, hogy a magyar kormány úgy állítsa be magát, hogy a rendszeresen hungarofóbnak feltüntetett brüsszeli vezetőkkel szemben védekezik... A pozitív oldalát tekintve viszont a magyarok romló életszínvonala az ellenzéket erősítette, ilyen értelemben nagyon pozitívan állok a 2026-os választásokhoz.”
A megnyilatkozását, hogy helyesli az unió támogatások visszatartását, a magyar kormány és a Fidesz párt tagjai és propagadagépezete támadni kezdték és alaposan kiforgatták. Orbán Viktor felszólította, hogy mondjon le mandátumáról és megnyilatkozását az őszödi beszédhez hasonlította. Bayer Zsolt fideszes publicista az esemény hatására tüntetést szervezett.
Kollár később azzal magyarázta a beszédét, hogy: "a kormány kénye-kedve szerint dönt arról, hogy a még nem blokkolt uniós forrásokat csak a fideszes önkormányzatoknak adja... Fontos volt tudatosítani a brüsszeli fejekben, hogy az uniós pénzek felfüggesztése pont az ellenzékben lévő területeken csattan, mint például Budapest”